# NGC 3190
NGC 3190 là một thiên hà xoắn ốc nằm trong chòm sao Leo. Nó được phát hiện bởi William Herschel vào năm 1784. NGC 3190 là thành viên của nhóm thiên hà Hickson 44, ước tính cách khoảng 80 triệu năm ánh sáng, và bao gồm bốn thiên hà trong một nhóm chặt chẽ - NGC 3193 khá phi thường, NGC 3187 là một thiên hà xoắn ốc mờ nhưng nổi bật và NGC 3185 có cấu trúc xoắn ốc có thanh ngang với vòng ngoài.
Năm 2002, hai siêu tân tinh đã được quan sát thấy trong thiên hà. Một nhà thiên văn nghiệp dư người Brazil Paulo Cacella đã phát hiện một siêu tân tinh ở phía đông nam vào tháng 3 năm 2002 (SN 2002bo), và sau đó một đội Ý, khi đang nghiên cứu cái đầu tiên, đã phát hiện siêu tân tinh thứ hai (SN 2002cv) ở phía bên kia hai tháng sau đó.

Vào năm 2012, Apple Inc đã sử dụng hình ảnh nhuốm màu xanh của NGC 3190 làm hình ảnh máy tính để bàn của họ để phát hành OS X Mountain Lion.

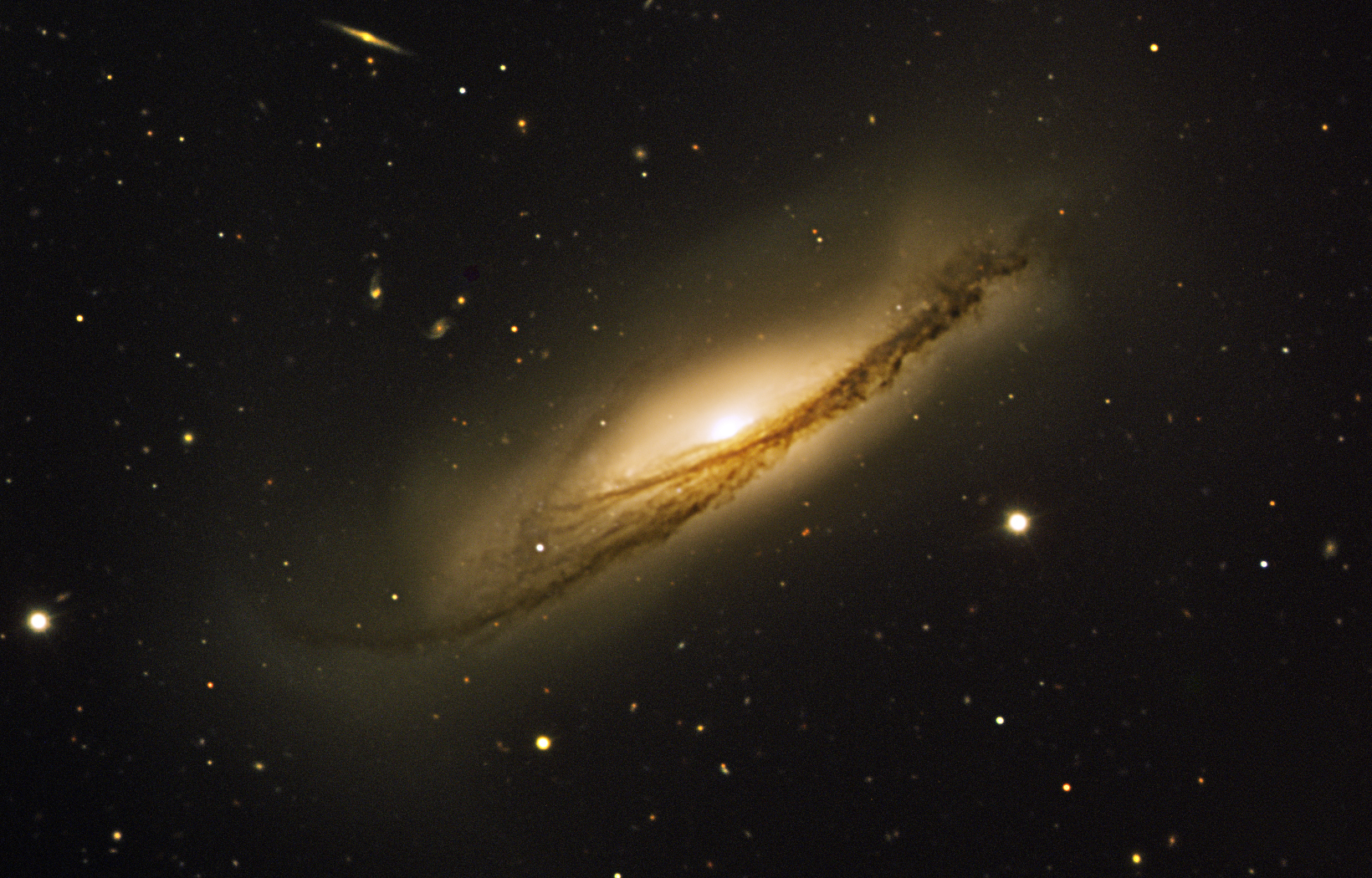
Galaxy NGC 3190 xoắn ốc được chụp bằng ESO / VLT vào tháng 3/2003.
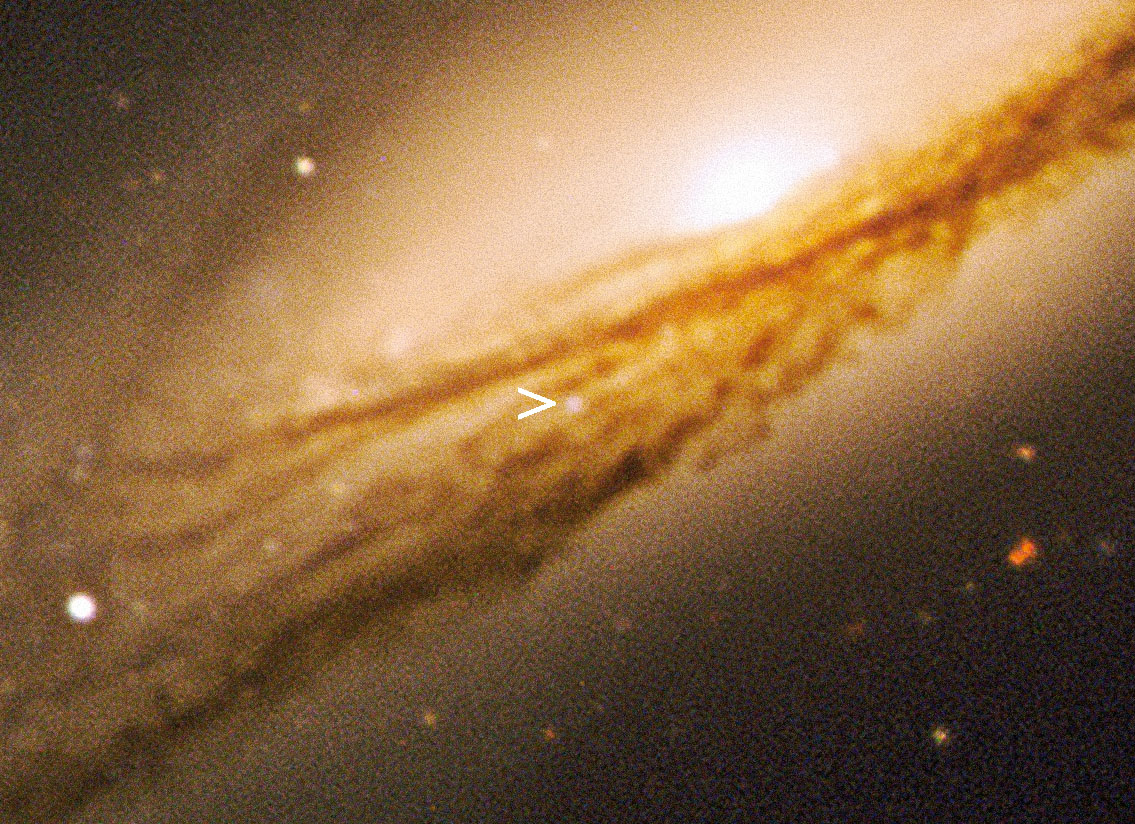
SN   Cận cảnh 2002bo  (ESO / VLT tháng 3 năm 2003).
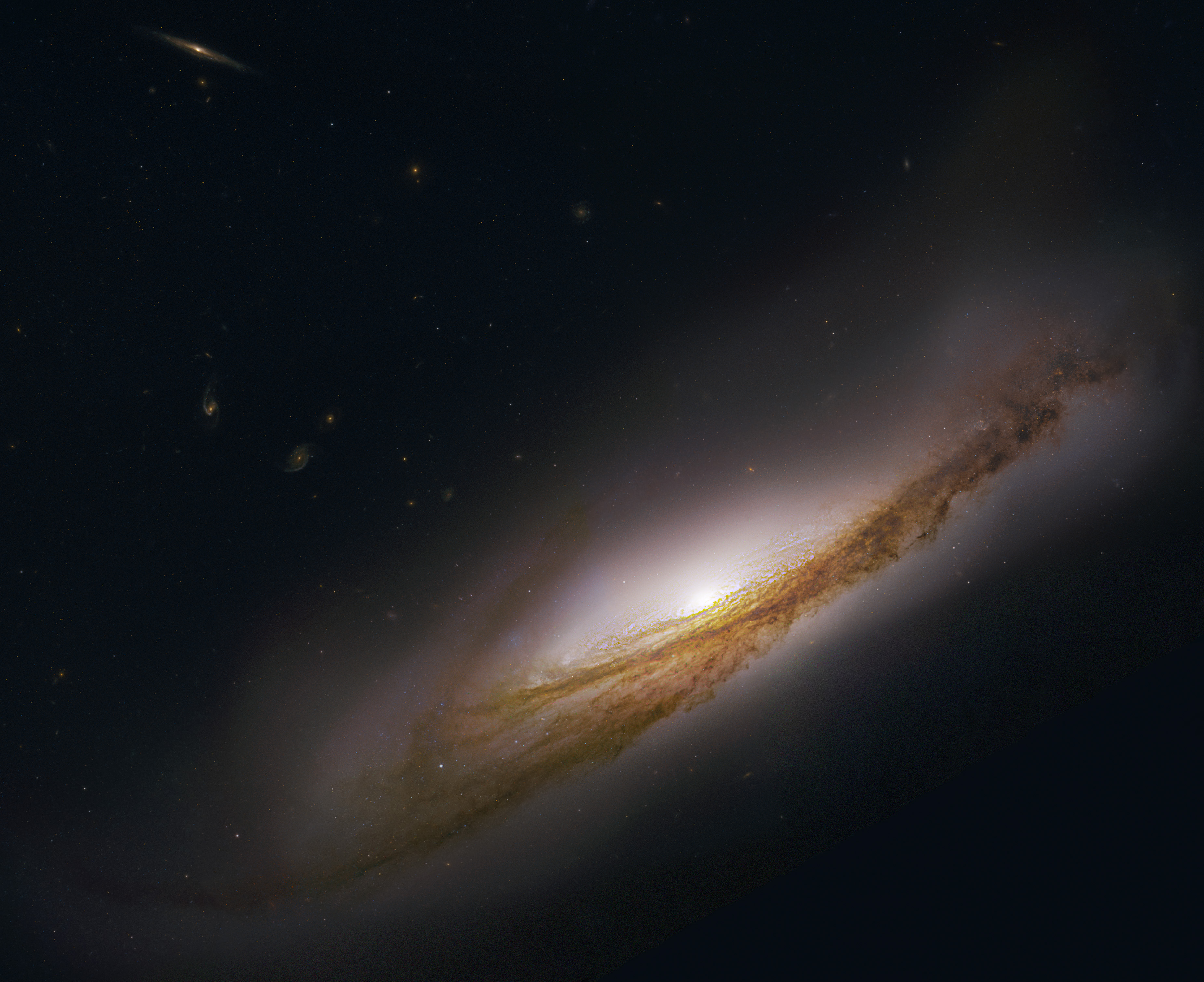
Kết hợp hình ảnh Hubble Legacy của Robert Gendler.
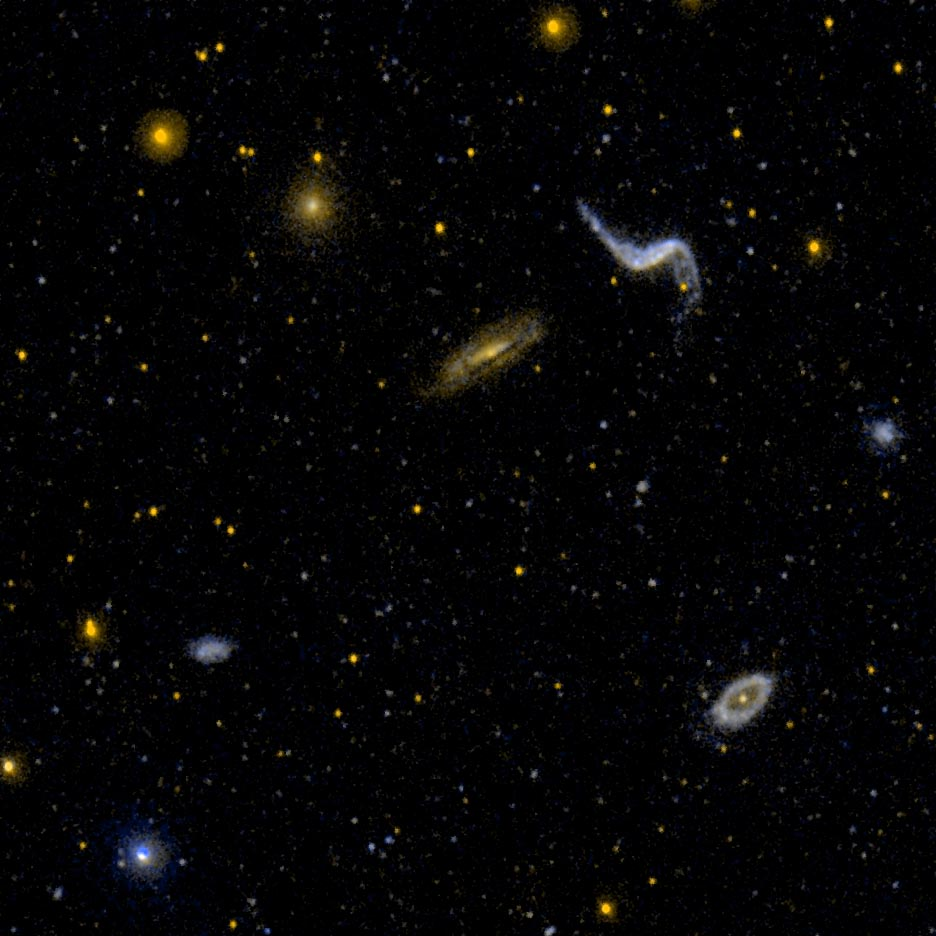
Ảnh cực tím GALEX của trường NGC 3190.